# استونهاون
استونهاون شهری در اسکاتلند است. این شهر در منطقه ابردین‌شیر در شمال شرق این کشور قرار گرفته است و جمعیت آن حدود یازده هزار نفر است. این شهر در 24 کیلومتری ابردین قرار گرفته است.